# PKNP FC
Kelab Bolasepak Perbadanan Kemajuan Negeri Perak  (Englisch: Perak State Development Corporation Football Club) oder einfach PKNP FC ist ein Fußballverein aus Ipoh im Bundesstaat Perak. Aktuell spielt die Fußballmannschaft in der zweithöchsten Liga des Landes, der Malaysia Premier League.

## Erfolge
- Malaysia FAM League

2015 – 1. Platz  ▲

## Stadion
Seine Heimspiele trägt der Verein im Manjung Municipal Council Stadium, oder auch Manjung Stadium genannt,  in Manjung im Bundesstaat Perak aus. Das Stadion hat ein Fassungsvermögen von 15.000 Personen. Eigentümer des Stadions ist das Manjung Municipal Council.

### Spielstätten seit 2016
| Saison      | Stadion                           | Standort               | Kapazität | Eigentümer                     | Koordinaten                      |
| ----------- | --------------------------------- | ---------------------- | --------- | ------------------------------ | -------------------------------- |
| 2016 – 2017 | Perak Stadium                     | Ipoh, Perak            | 42.500    | Majlis Bandaraya Ipoh          | 4° 36′ 34″ N, 101° 6′ 12,4″ O    |
| 2018        | Penang State Stadium              | Seberang Perai, Penang | 40.000    | Penang Development Corporation | 5° 15′ 39,1″ N, 100° 26′ 14,9″ O |
| 2019 –      | Manjung Municipal Council Stadium | Manjung, Perak         | 12.000    | Manjung Municipal Council      | 4° 11′ 41,2″ N, 100° 39′ 54,2″ O |

## Spieler
Stand: 22. Februar 2019
| Nr. |                            | Position | Name                 |
| --- | -------------------------- | -------- | -------------------- |
| 1   | Malaysia                   | TW       | Khairul Thaqif       |
| 2   | Malaysia                   | MF       | Sukri Hamid          |
| 4   | Malaysia                   | MF       | Fadhil Idris         |
| 5   | Tadschikistan              | AB       | Siyovush Asrorov     |
| 6   | Malaysia                   | MF       | Aizzat Maidin Koty   |
| 7   | Malaysia                   | ST       | Hasnan Mat Isa       |
| 9   | Malaysia                   | ST       | Mugenthirran Ganesan |
| 10  | Palastina Autonomiegebiete | ST       | Yashir Islame        |
| 11  | Malaysia                   | ST       | Azhar Arbi Radzuan   |
| 12  | Ghana                      | MF       | Thomas Abbey         |
| 13  | Malaysia                   | MF       | Al-Fateh Afandi      |
| 14  | Malaysia                   | AB       | Faizzwan Dorahim     |
| 16  | Malaysia                   | AB       | Naqiuddin Kamal      |
| 17  | Malaysia                   | AB       | Ezanie Salleh        |

| Nr. |             | Position | Name                              |
| --- | ----------- | -------- | --------------------------------- |
| 19  | Malaysia    | ST       | Fazrul Hazli Kadri                |
| 20  | Malaysia    | ST       | Khairul Asyraf Sahizah            |
| 21  | Malaysia    | MF       | Hafiz Kamal                       |
| 22  | Malaysia    | TW       | Asyraf Omar                       |
| 25  | Malaysia    | ST       | Hafiz Ramdan (Mannschaftskapitän) |
| 26  | Malaysia    | AB       | Rafiq Faeez Fuad                  |
| 27  | Malaysia    | AB       | Filemon Anyie Standly             |
| 28  | Malaysia    | MF       | Ibni Khozaimi                     |
| 34  | Malaysia    | AB       | Farid Nezal                       |
| 35  | Malaysia    | MF       | Sabir Salim                       |
| 44  | Malaysia    | MF       | Alif Safwan Sallahuddin           |
|     | Philippinen | AB       | Amani Aguinaldo                   |
|     | Brasilien   | ST       | Giancarlo                         |

## Trainer seit 2015
| Name             | Zeit bei PKNP | Zeit bei PKNP |
| Name             | von           | bis           |
| ---------------- | ------------- | ------------- |
| Abu Bakar Fadzim | 2015          | heute         |

## Beste Torschützen seit 2016
| Saison | Name          | Tore |
| ------ | ------------- | ---- |
| 2016   | Shahrel Fikri | 20   |
| 2017   | Shahrel Fikri | 11   |
| 2018   | Hafiz Ramdan  | 3    |
| 2019   | Dmitri Kozlov | 9    |

## Saisonplatzierung

### Liga
| Saison | Liga                    | Liga   | Liga | Liga | Liga | Liga  | Liga   | Liga     | Liga |
| Saison | Liga                    | Spiele | S    | U    | N    | Tore  | Punkte | Position |      |
| ------ | ----------------------- | ------ | ---- | ---- | ---- | ----- | ------ | -------- | ---- |
| 2016   | Malaysia FAM League     | 14     | 9    | 3    | 2    | 26:9  | 30     | 1. ▲     |      |
| 2017   | Malaysia Premier League | 22     | 14   | 4    | 4    | 41:23 | 46     | 3. ▲     |      |
| 2018   | Malaysia Super League   | 22     | 7    | 4    | 11   | 25:31 | 25     | 9.       |      |
| 2019   | Malaysia Super League   | 22     | 3    | 7    | 12   | 22:40 | 16     | 11. ▼    |      |
| 2020   | Malaysia Premier League |        |      |      |      |       |        |          |      |

### Pokal
| 2017 | Viertelfinale | Viertelfinale |
| 2018 | Halbfinale    | Gruppenphase  |

## Ausrüster und Sponsoren
| Jahr | Ausrüster | Hauptsponsor                                  |
| ---- | --------- | --------------------------------------------- |
| 2016 | Nike      | PKNP                                          |
| 2017 | Puma      | Perak Corporation                             |
| 2018 | Fila      | PKNP, Perak Corporation, Maps, Lumut Port     |
| 2019 | Admiral   | PKNP, Maps, Perak Corporation, MPM, Casuarina |
| 2020 |           |                                               |